# Riley Tufte
Riley Jack Tufte, född 10 april 1998 i Coon Rapids i Minnesota, är en amerikansk professionell ishockeyforward som är kontrakterad till Dallas Stars i National Hockey League (NHL) och spelar för Texas Stars i American Hockey League (AHL).
Han har tidigare spelat för Minnesota Duluth Bulldogs i National Collegiate Athletic Association (NCAA) och Fargo Force i United States Hockey League (USHL).
Tufte draftades av Dallas Stars i första rundan i 2016 års draft som 25:e spelare totalt.

## Statistik
| 2012–2013   | Blaine Bengals            |             | 24  | 2  | 1  | 3  | 4  | 2 | 0 | 0 | 0 | 0 |
| 2013–2014   | Blaine Bengals            |             | 25  | 17 | 18 | 35 | 26 | 3 | 0 | 2 | 2 | 0 |
| 2014–2015   | Blaine Bengals            |             | 24  | 23 | 28 | 51 | 30 | 3 | 4 | 4 | 8 | 0 |
|             | Team MPLS Magazine        |             | 21  | 12 | 9  | 21 | 33 | 3 | 0 | 2 | 2 | 2 |
|             | U.S. National U17 Team    |             | 7   | 0  | 1  | 1  | 6  | — | — | — | — | — |
|             | Fargo Force               | USHL        | 7   | 1  | 4  | 5  | 2  | — | — | — | — | — |
| 2015–2016   | Blaine Bengals            |             | 25  | 47 | 31 | 78 | 53 | — | — | — | — | — |
|             | Fargo Force               | USHL        | 27  | 10 | 4  | 14 | 30 | — | — | — | — | — |
| 2016–2017   | Minnesota Duluth Bulldogs | NCAA        | 37  | 9  | 7  | 16 | 26 | — | — | — | — | — |
| 2017–2018   | Minnesota Duluth Bulldogs | NCAA        | 42  | 16 | 13 | 29 | 36 | — | — | — | — | — |
| 2018–2019   | Minnesota Duluth Bulldogs | NCAA        | 42  | 9  | 10 | 19 | 30 | — | — | — | — | — |
| 2019–2020   | Texas Stars               | AHL         | 53  | 3  | 12 | 15 | 42 | — | — | — | — | — |
| 2020–2021   | Texas Stars               | AHL         | 36  | 3  | 6  | 9  | 32 | — | — | — | — | — |
| 2021–2022   | Dallas Stars              | NHL         | 5   | 0  | 0  | 0  | 0  | — | — | — | — | — |
|             | Texas Stars               | AHL         | 19  | 6  | 3  | 9  | 11 | — | — | — | — | — |
| NHL totalt  | NHL totalt                | NHL totalt  | 5   | 0  | 0  | 0  | 0  | — | — | — | — | — |
| AHL totalt  | AHL totalt                | AHL totalt  | 108 | 12 | 21 | 33 | 85 | — | — | — | — | — |
| NCAA totalt | NCAA totalt               | NCAA totalt | 121 | 33 | 30 | 64 | 92 | — | — | — | — | — |
| USHL totalt | USHL totalt               | USHL totalt | 34  | 11 | 8  | 19 | 32 | — | — | — | — | — |

### Internationellt
| Källa: Uppdaterad: 2022-01-11 | Källa: Uppdaterad: 2022-01-11 | Källa: Uppdaterad: 2022-01-11 |         | Utv = Utvisningsminuter | Utv = Utvisningsminuter | Utv = Utvisningsminuter | Utv = Utvisningsminuter | Utv = Utvisningsminuter |
| År                            | Lag                           | Mästerskap                    | Matcher | Mål                     | Assists                 | Poäng                   | Utv                     |                         |
| ----------------------------- | ----------------------------- | ----------------------------- | ------- | ----------------------- | ----------------------- | ----------------------- | ----------------------- | ----------------------- |
| 2015                          | USA                           | Ivan Hlinka                   | 4       | 0                       | 0                       | 0                       | 2                       |                         |
| 2018                          | USA                           | JVM                           | 7       | 0                       | 3                       | 3                       | 2                       |                         |
| Junior totalt                 | Junior totalt                 | Junior totalt                 | 11      | 0                       | 3                       | 3                       | 4                       |                         |